# Distretto di Huanuhuanu
Il distretto di Huanuhuanu è uno dei tredici distretti della provincia di Caravelí, in Perù. Si trova nella regione di Arequipa e si estende su una superficie di 708,52 chilometri quadrati.

Istituito il 2 gennaio 1857, ha per capitale la città di Tocota; al censimento 2005 contava 1.726 abitanti.